# Boerenherberg
Boerenherberg is een schilderij door de Noord-Nederlandse schilder Richard Brakenburg in het Rijksmuseum in Amsterdam.

## Voorstelling

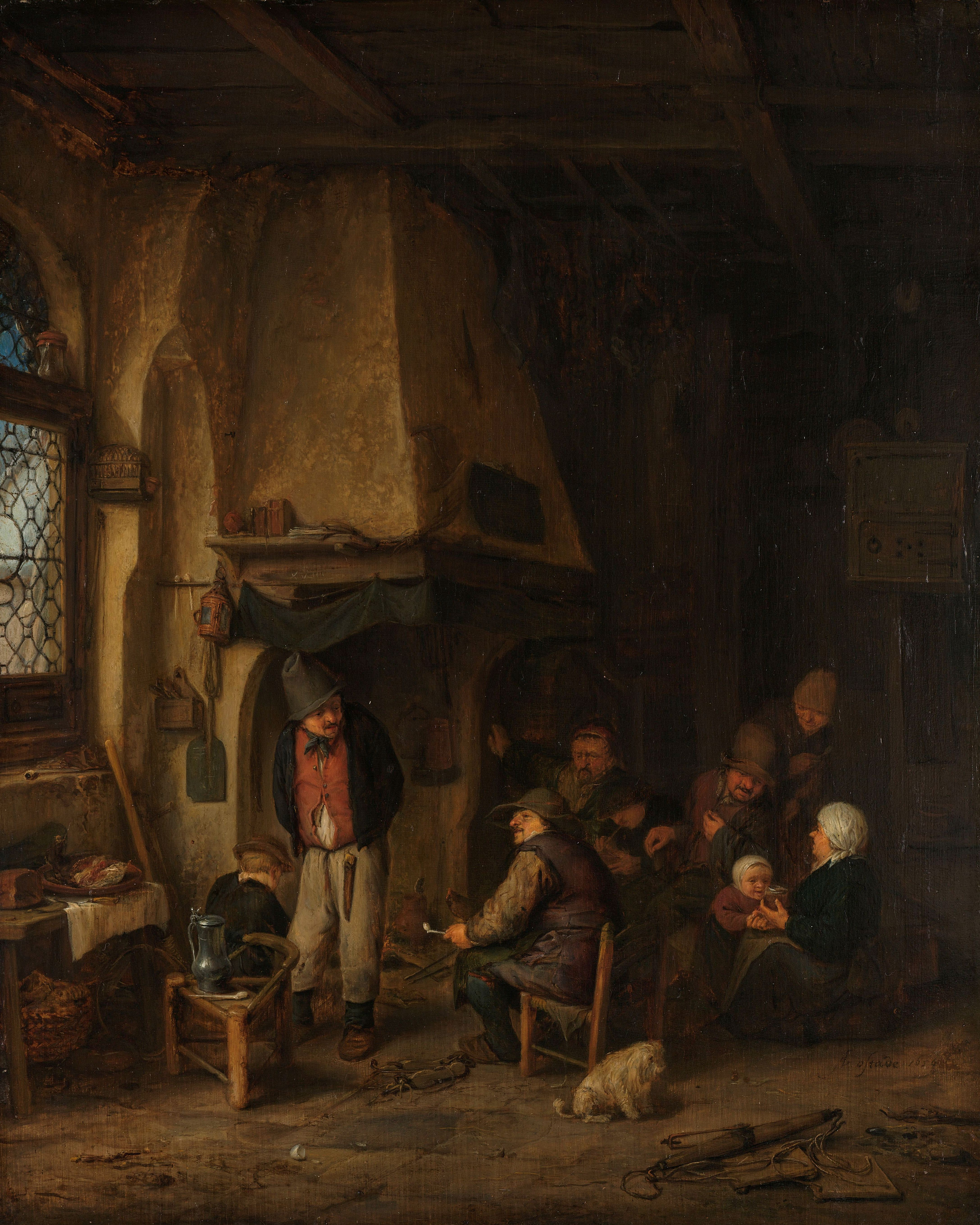
Adriaen van Ostade. De schaatsenrijders. 1650. Amsterdam, Rijksmuseum.

Het stelt het interieur voor van een herberg met drinkende, zingende en rokende boeren. Het is geschilderd in de trant van Adriaen van Ostade, de leermeester van de schilder.

## Toeschrijving
Het schilderij is rechtsonder gesigneerd ‘R. Brakenb.’.

## Herkomst
Het werk wordt in 1752 voor het eerste gesignaleerd in de verzameling van Adriaan Leonard van Heteren in Den Haag. Van Heteren liet het na zijn dood na aan zijn zoon, Adriaan Leonard van Heteren Gevers. Deze verkocht het werk op 8 juni 1809 samen met 135 andere schilderijen, bekend als het Kabinet Van Heteren Gevers, aan het Rijksmuseum.